# Mudlamachikere, Jagalur
Mudlamachikere là một làng thuộc tehsil Jagalur, huyện Davanagere, bang Karnataka, Ấn Độ.